# Sultana (aktorka)
Sultana Razzaq (ur. 10 lutego 1910 w Suracie, zm. 19 września1990 w Karaczi) – indyjska aktorka filmów niemych i dźwiękowych, producentka, jedna z najpopularniejszych aktorek indyjskiego kina w latach 20.–40. XX wieku.

## Życiorys
Była córką Fatmy Begum oraz nawaba Sidi Ibrahima Muhammada Yakuta Khana III ze stanu Saćin. Miała dwie siostry: Zubeidę i Shehzadi (obie zostały aktorkami). Była jedną z niewielu dziewcząt w Indiach, które jako nastolatki zaczęły karierę filmową, co uważano za nieodpowiednie dla dziewcząt z arystokracji. Ojciec nie uznał córek.
W 1922 zadebiutowała w filmie Veer Abhimanyu, w którym wystąpiła też jej siostra Zubeida i matka. W latach 20. XX wieku na ekranie często towarzyszyła jej siostra Zubeida. W czasach kina niemego Sultana była zazwyczaj obsadzana w romansach. Później grała również w filmach dźwiękowych.
W 1947 wyemigrowała z mężem Sethem Razzaq do Pakistanu. Namówiła na karierę aktorką córkę Jamilę Razzaq. W 1961 wyprodukowała film Hum Ek Hain napisany przez słynnego scenarzystę Fayyaza Hashmi. Choć wyróżniał się tym, że został częściowo nakręcony w kolorze, nie odniósł sukcesu, dlatego Sultana zaprzestała produkcji filmów. Po latach film ten zyskał na popularności, był chwalony przez krytyków za scenariusz i role aktorskie. Wielu krytyków filmowych uważa go za arcydzieło i jeden z najlepszych filmów lat 60. XX wieku. Sultana pracowała przy produkcji kolejnych filmów, a potem jako projektantka sukienek córki. Jamila Razzaq w latach 50. i 60. XX wieku stała się gwiazdą kina pakistańskiego.
Sultana została pochowana na cmentarzu w Karaczi.